# Rychlobruslení na Zimních olympijských hrách 2010 – 3000 metrů ženy
Závod na 3000 metrů žen na Zimních olympijských hrách 2010 se konal v hale Richmond Olympic Oval v Richmondu dne 14. února 2010. Z českých závodnic se jej zúčastnila Martina Sáblíková, která zde získala zlatou medaili.

## Výsledky
| Pořadí           | Dvojice | Dráha | Jméno                        | Země                   | Čas     | Ztráta |
| ---------------- | ------- | ----- | ---------------------------- | ---------------------- | ------- | ------ |
| Zlatá medaile    | 11      | O     | Martina Sáblíková            | Česko                  | 4:02,53 | 0,00   |
| Stříbrná medaile | 13      | O     | Stephanie Beckertová         | Německo                | 4:04,62 | +2,09  |
| Bronzová medaile | 13      | I     | Kristina Grovesová           | Kanada                 | 4:04,84 | +2,31  |
| 4.               | 14      | O     | Daniela Anschützová-Thomsová | Německo                | 4:04,87 | +2,34  |
| 5.               | 12      | O     | Clara Hughesová              | Kanada                 | 4:06,01 | +3,48  |
| 6.               | 11      | I     | Masako Hozumiová             | Japonsko               | 4:07,36 | +4,83  |
| 7.               | 14      | I     | Ireen Wüstová                | Nizozemsko             | 4:08,09 | +5,56  |
| 8.               | 12      | I     | Maren Haugliová              | Norsko                 | 4:10,01 | +7,48  |
| 9.               | 8       | O     | Nancy Swiderová-Peltzová     | Spojené státy americké | 4:11,16 | +8,63  |
| 10.              | 8       | I     | Renate Groenewoldová         | Nizozemsko             | 4:11,25 | +8,72  |
| 11.              | 4       | I     | Diane Valkenburgová          | Nizozemsko             | 4:11,71 | +9,18  |
| 12.              | 9       | I     | Jilleanne Rookardová         | Spojené státy americké | 4:13,05 | +10,52 |
| 13.              | 9       | O     | Katrin Mattscherodtová       | Německo                | 4:13,72 | +11,19 |
| 14.              | 10      | O     | Cindy Klassenová             | Kanada                 | 4:15,53 | +13,00 |
| 15.              | 7       | I     | Šiho Išizawaová              | Japonsko               | 4:15,62 | +13,09 |
| 16.              | 3       | O     | Anna Rokitová                | Rakousko               | 4:16,42 | +13,89 |
| 17.              | 10      | I     | Catherine Raneyová           | Spojené státy americké | 4:16,59 | +14,06 |
| 18.              | 3       | I     | Světlana Vysokovová          | Rusko                  | 4:16,91 | +14,38 |
| 19.              | 2       | O     | No Son-jong                  | Jižní Korea            | 4:17,36 | +14,83 |
| 20.              | 2       | I     | Galina Lichačovová           | Rusko                  | 4:17,63 | +15,10 |
| 21.              | 4       | O     | Eri Natoriová                | Japonsko               | 4:18,18 | +15,65 |
| 22.              | 7       | O     | Wang Fej                     | Čína                   | 4:18,42 | +15,89 |
| 23.              | 5       | I     | I Ču-jon                     | Jižní Korea            | 4:18,87 | +16,34 |
| 24.              | 5       | O     | Luiza Złotkowská             | Polsko                 | 4:19,13 | +16,60 |
| 25.              | 6       | O     | Fu Čchun-jen                 | Čína                   | 4:20,62 | +18,09 |
| 26.              | 1       | I     | Pak To-jong                  | Jižní Korea            | 4:20,92 | +18,39 |
| 27.              | 6       | I     | Cathrine Grageová            | Dánsko                 | 4:20,93 | +18,40 |
| 28.              | 1       | O     | Katarzyna Woźniaková         | Polsko                 | 4:22,35 | +19,82 |